# اسلادویوو کوپیتو
اسلادویوو کوپیتو (به لاتین: Sladojevo Kopito) یک منطقهٔ مسکونی در مونته‌نگرو است که در شهرداری دانیلوگراد واقع شده‌است. اسلادویوو کوپیتو ۶۵۴ نفر جمعیت دارد.